# Еміль Кіффер
Еміль Отто Гельмут Кіффер (нім. Emil Otto Hellmuth Kieffer; 9 квітня 1899, Кайзерслаутерн — 13 березня 1985, Герршинг) — німецький офіцер, корветтен-капітан резерву крігсмаріне. Кавалер Лицарського хреста Залізного хреста.

## Біографія
В 1917 році вступив в кайзерліхмаріне. Учасник Першої світової війни. В 1920 році демобілізований. В 1934 році вступив в рейхсмаріне. Під час Другої світової війни командував мінним тральщиком M-37, потім — 3-ю флотилією мінних тральщиків.

## Нагороди
- Почесний хрест ветерана війни з мечами (31 липня 1935)
- Медаль «За вислугу років у Вермахті» 4-го класу (4 роки)
- Медаль «У пам'ять 1 жовтня 1938» (1 жовтня 1939)
- Залізний хрест
  - 2-го класу (8 червня 1940)
  - 1-го класу (21 листопада 1940)
- Нагрудний знак мінних тральщиків (18 листопада 1940)
- Німецький хрест в золоті (30 червня 1943)
- Відзначений у Вермахтберіхт
  - «В семитижневому бою біля острова Езель і в останньому бою на Сворбе охоронні загони ВМС під командуванням фрегаттен-капітана Браунайса і фрагеттен-капітана Кіффера відзначились успішною обороною узбережжя від переважаючих радянських ВМС. Особливого визнання заслуговують досягнення бойових екіпажів наших поромів і тральщиків під керівництвом командира 9-ї охоронної дивізії, фрегаттен-капітана фон Бланка.» (25 листопада 1944)
- Лицарський хрест Залізного хреста (3 грудня 1944)